# Leptogenys mutabilis
Leptogenys mutabilis é uma espécie de formiga do gênero Leptogenys, pertencente à subfamília Ponerinae.